# Trapiche (Vélez-Málaga)
Trapiche, nombre al que se antepone con frecuencia el artículo "El", es una localidad de 392 habitantes según el (INE) en 2012, perteneciente al municipio de Vélez-Málaga, en la provincia de Málaga, Andalucía, España.
Apareció a partir de 1724, alrededor de un trapiche al que debe su nombre. Se trata de un núcleo rural, eminentemente agrícola, con casas de poca altura. El edificio principal es la iglesia de San Isidro, construida entre 1857 y 1860.

## Transporte público
El Trapiche se comunica con las ciudades de Málaga, Vélez-Málaga, Periana y Riogordo a través de las siguientes líneas de autobuses interurbanos que circulan por su territorio:
| Línea | Trayecto                                  | Recorrido y Horarios | Plano de Líneas |
| ----- | ----------------------------------------- | -------------------- | --------------- |
| M-364 | Málaga-Periana (por Torre de Benagalbón   | Recorrido y Horarios | Plano           |
| M-365 | Málaga-Riogordo (por Torre de Benagalbón) | Recorrido y Horarios | Plano           |